# Calpoparia
Calpoparia là một chi bướm đêm thuộc họ Noctuidae.

## Các loài
- Calpoparia imparepunctata (Oberthür, 1890)